# Kitseküla
Kitseküla est un quartier du district de Kesklinn à Tallinn en Estonie.

## Description
En 2019, Kitseküla compte 4 221 habitants.
Sa superficie est de 1,4 km2.
Ses quartiers limitrophes sont Uus Maailm, Veerenni, Luite, Ülemistejärve, Järve, Tondi et Lilleküla.
Les rues du quartier sont Alevi tänav, Asula põik, Asula tänav, Hagudi tänav, Hallivanamehe tänav, Jalgpalli tänav, Juurdeveo tänav, Järvevana tee, Karamelli tänav, Kauba tänav, Keava tänav, Kiisa tänav, Kitseküla tänav, Kohila tänav, Käru tänav, Lelle tänav, Madli tänav, Magdaleena tänav, Marta tänav, Meeta tänav, Paide tänav, Piima tänav, Pärnu maantee, Rapla tänav, Reketi tänav, Saku tänav, A. H. Tammsaare tee, Tondi tänav, Türi tänav et Vaari tänav.

## Population
| 2008  | 2010  | 2011  | 2012  | 2013  | 2014  |
| ----- | ----- | ----- | ----- | ----- | ----- |
| 3 244 | 3 368 | 3 468 | 3 586 | 3 668 | 3 853 |

| 2015  | 2016  | 2017  | 2018  | 2019  | 2020  |
| ----- | ----- | ----- | ----- | ----- | ----- |
| 4 053 | 4 136 | 4 250 | 4 397 | 4 221 | 4 267 |

| 2021  | 2022  | - | - | - | - |
| ----- | ----- | - | - | - | - |
| 4 433 | 4 472 | - | - | - | - |

## Bâtiments
- Asula tn 16B - Jardin d'enfants Magdaleena[9] ;
- Asula tn 16B – Le Centre familial de Tallinn[10] ;
- Karamelli tn 6 - Fonds estonien d'assurance-chômage (et) ;
- Lelle tn 22 - Siège social d'Eesti Energia ;
- Pärnu mnt 104 - Unité Magdalena de l'hôpital central de l'Est de Tallinn ;
- Pärnu mnt 125 - Bibliothèque Tondi ;
- Pärnu mnt 139 - Office de la police et des gardes-frontières ;
- Pärnu mnt 139С - Salle de sport « Sparta Sports Club »[11] ;
- Pärnu mnt 162 - École de construction de Tallinn ;
- Jalgpalli tn 1 - Centre médical Qvalitas[12] ;
- Jalgpalli tn 21 - Arène A. Le Coq.

## Transports
Les lignes de bus n° 5, 18, 18A, 20, 20A, 28, 32 et 36, les lignes de tramway n° 3, 4 et 5 passent par Kitseküla.
La gare de Kitseküla et la Gare de Tallinn-Väikse sont situées à Kitseküla.

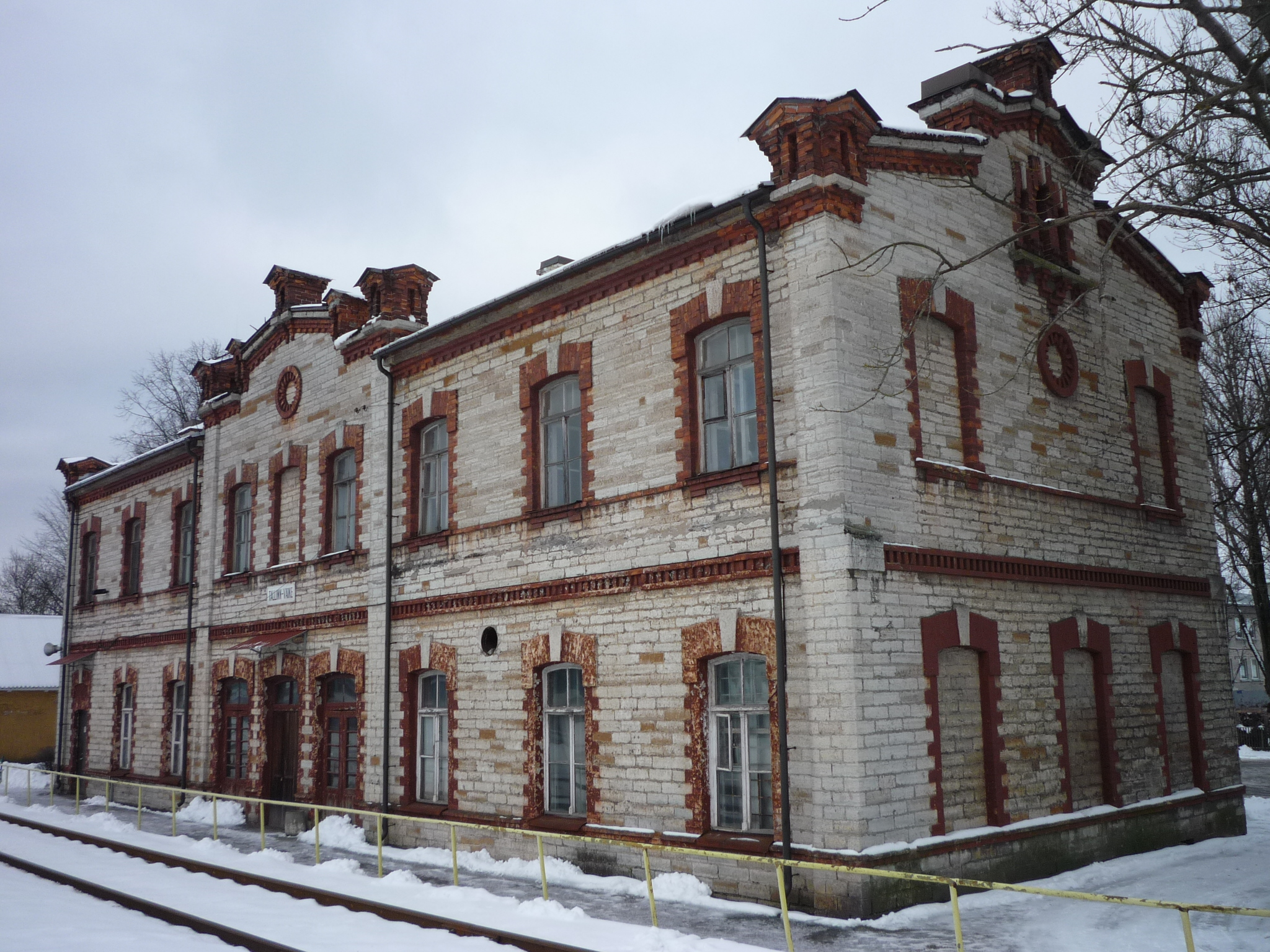
Gare de Tallinn-Väikse
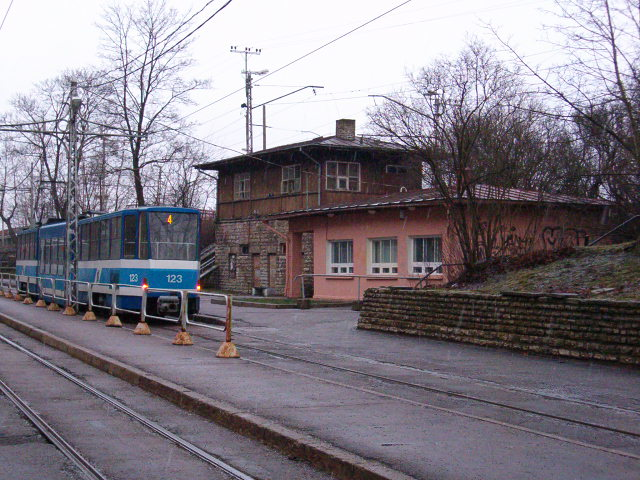
Gare de Tondi

## Galerie

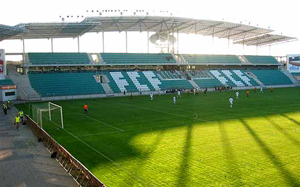
A. Le Coq Arena
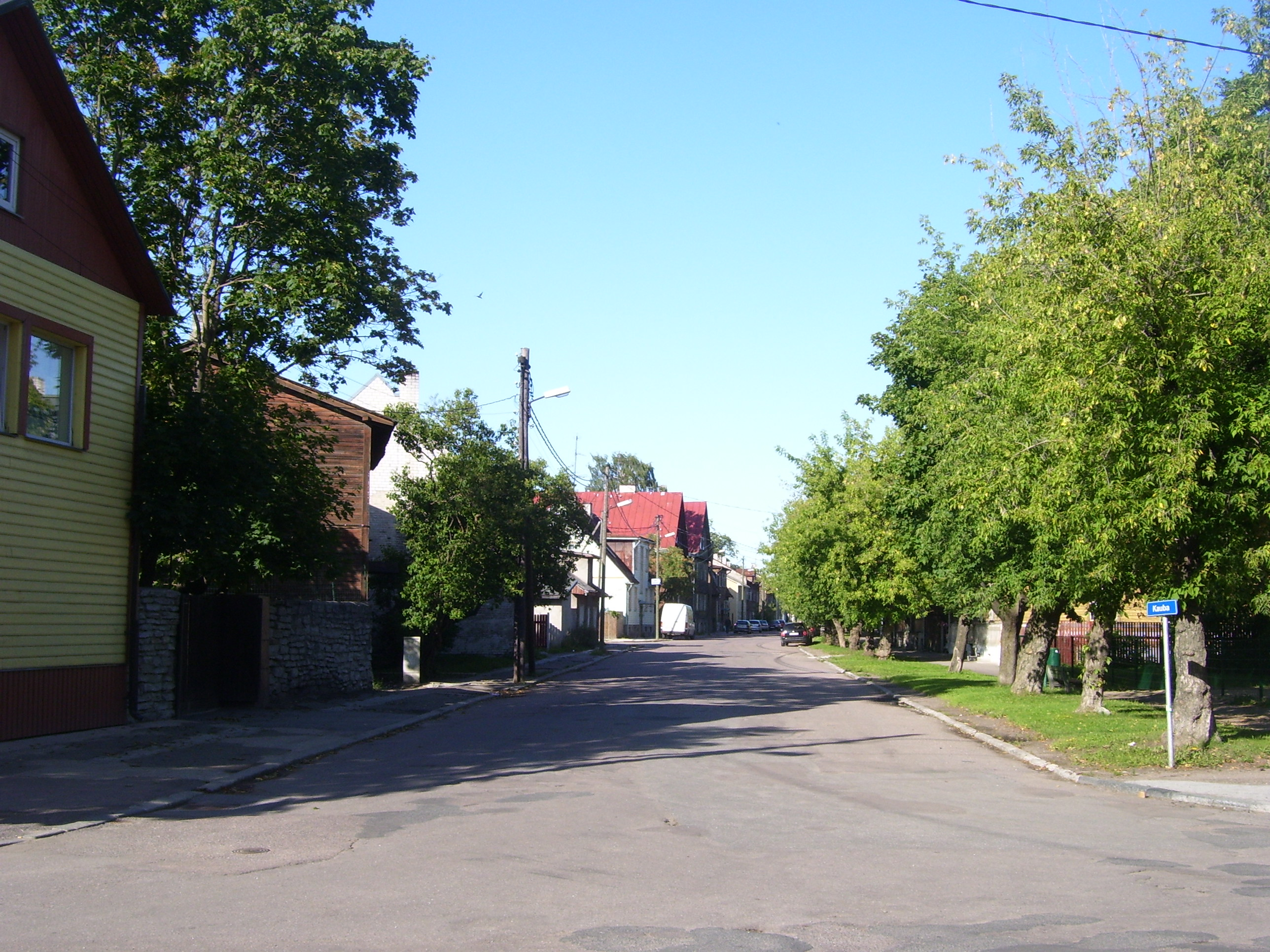
Rue Kauba
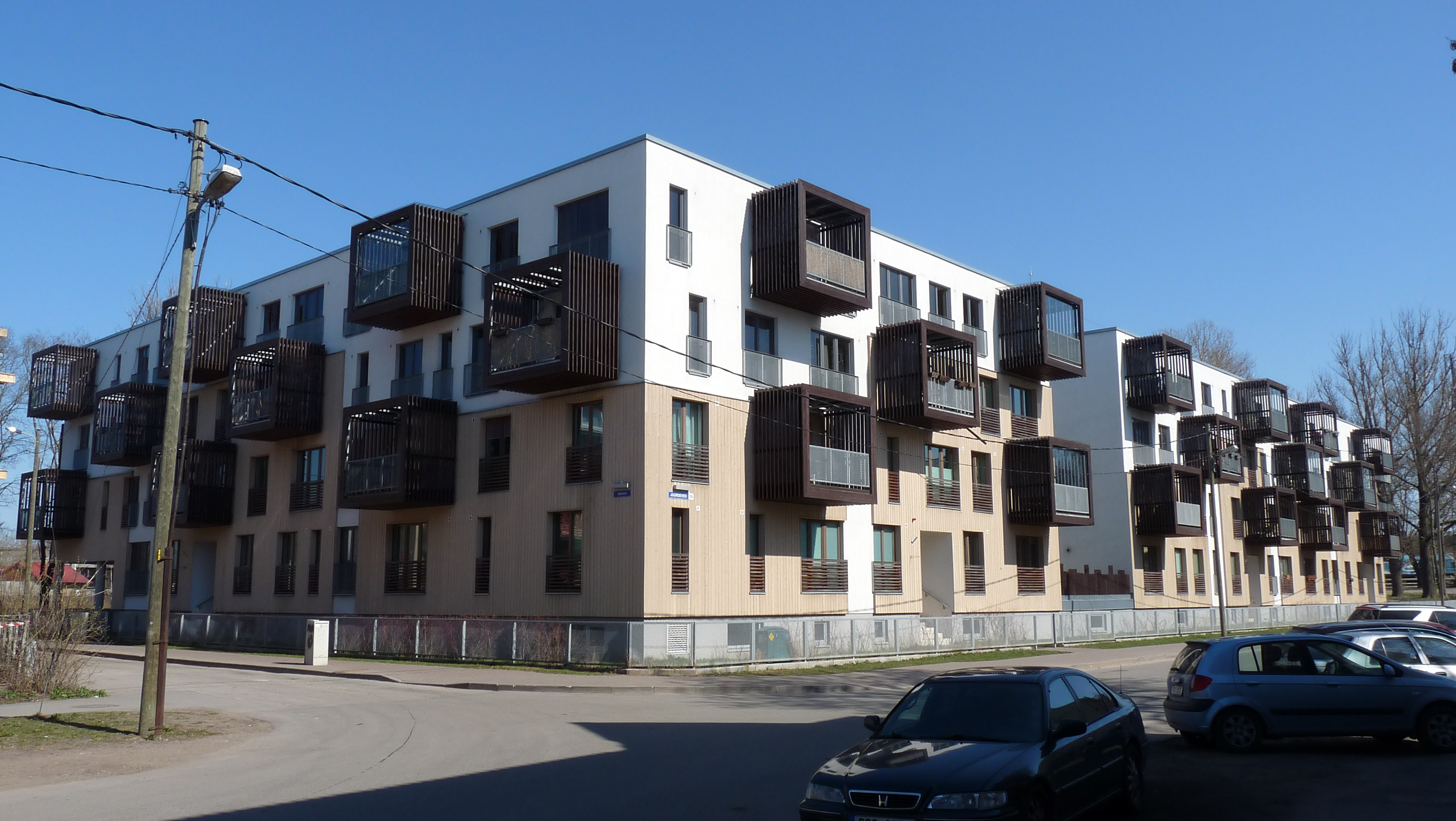
Juurdeveo tänav.

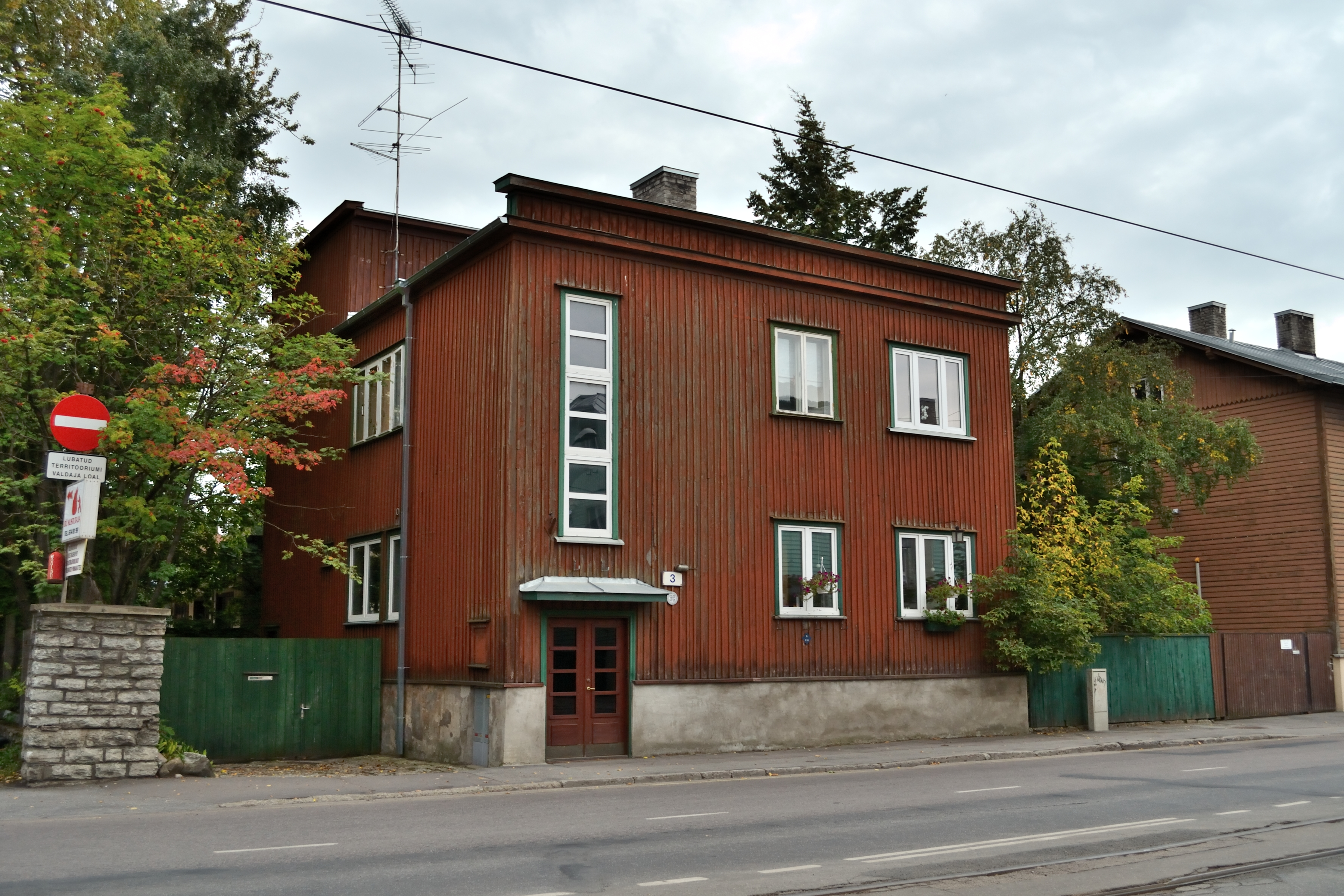
Immeuble résidentiel en bois, 3 rue Tondi.
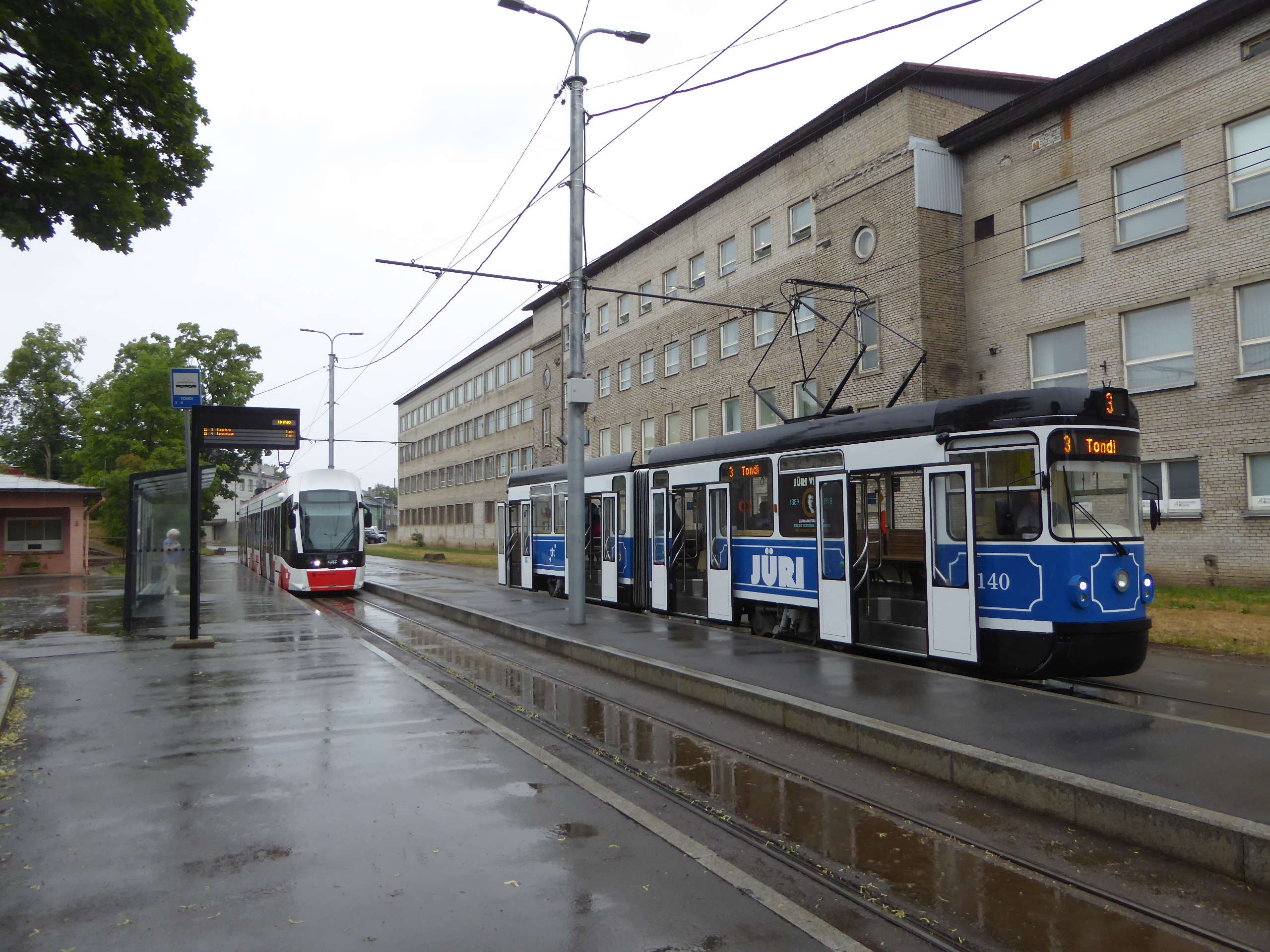
Arrêt de tramway Tondi.
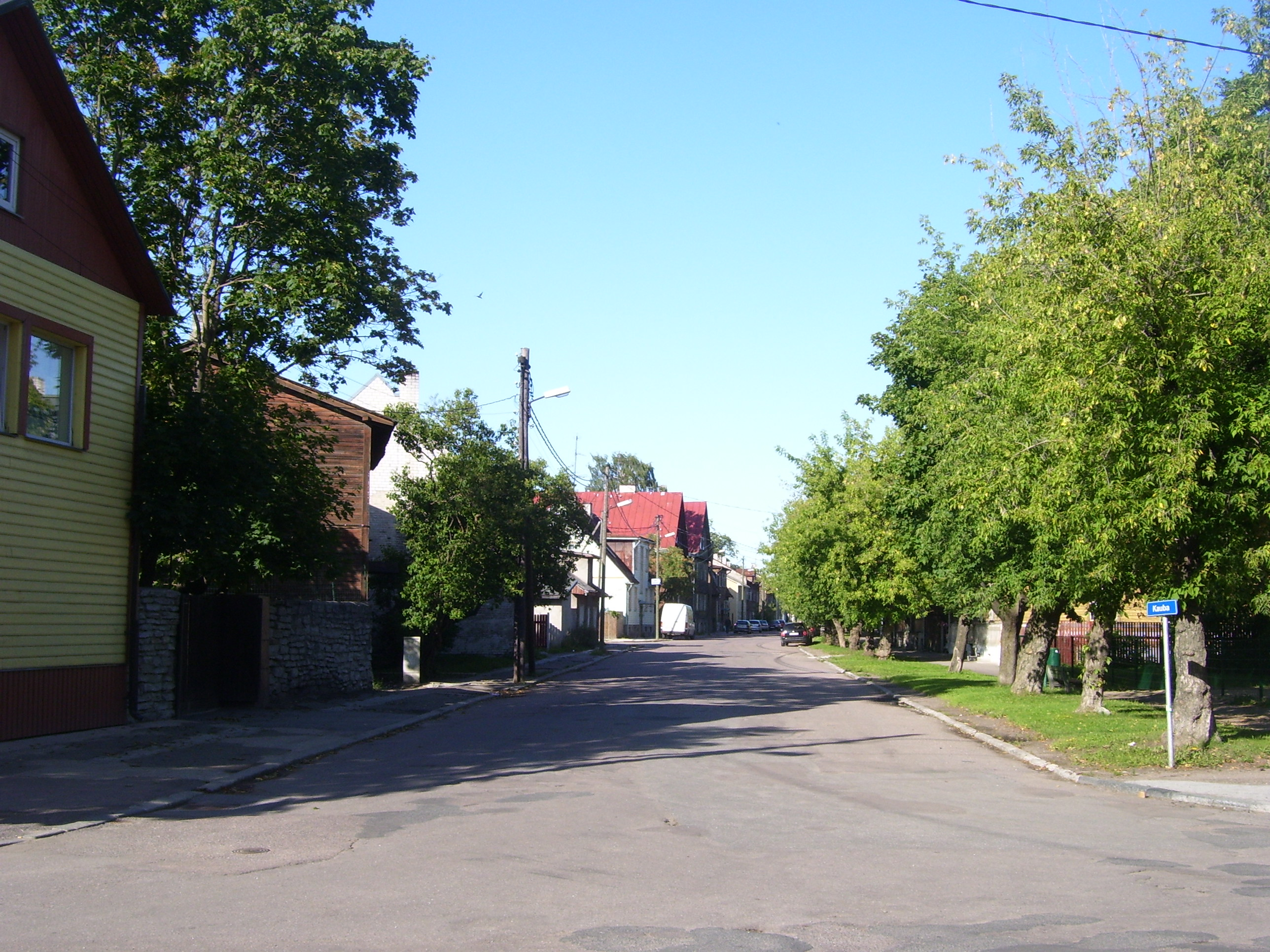
Rue Kauba.